# Félidős választások az Amerikai Egyesült Államokban

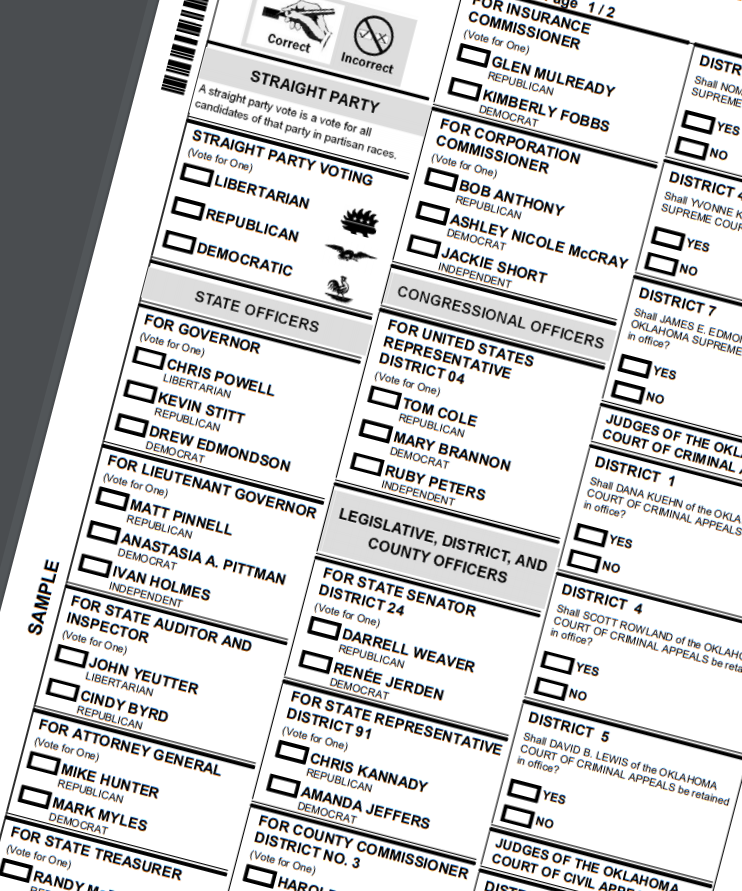
Egy 2018-as oklahomai általános választási szavazólap, amelyen az állami és helyi tisztségekre, valamint az amerikai kongresszusi képviselőkre jelöltek szerepelnek.

Az Egyesült Államokban a félidős választásokat az elnök négyéves hivatali idejének felénél, november első hétfőjét követő kedden tartják. A félidős választások során megválasztható szövetségi tisztségek közé tartozik az Egyesült Államok képviselőházának mind a 435 képviselői széke, valamint az Egyesült Államok szenátusának 100-ból 33 vagy 34 széke.
Ezenkívül az 50 amerikai állam közül 34 államban a félidős választásokon négy évre választják meg a kormányzót, Vermontban és New Hampshire-ben pedig két évre mind a félidős, mind az elnökválasztással egyidőben. Így 36 kormányzót választanak félidős választásokon. Számos államban ilyenkor választják meg az állami törvényhozás tisztségviselőit is. Önkormányzati szinten is tartanak választásokat. A szavazólapokon számos polgármester, más helyi közhivatalok, valamint széles választékú polgári és törvényhozói kezdeményezések szerepelnek.
A rendkívüli választásokat gyakran a rendes választásokkal együtt tartják, így további szenátorokat, kormányzókat és más helyi tisztviselőket lehetséges választani részleges ciklusokra.
A félidős választásokon a választási részvétel történelmileg alacsonyabb, mint az elnökválasztásokon. Míg az utóbbiak esetében a részvételi arány az elmúlt 60 évben 50-60% körül volt, addig a félidős választásokon a szavazásra jogosultaknak csak 40%-a jár el szavazni. Történelmileg a félidős választásokon az elnök pártja gyakran veszít székeket a Kongresszusban, és gyakran előfordul az is, hogy az elnök ellenfelei megszerzik a Kongresszus egyik vagy mindkét házának irányítását.

## Háttér
Míg az Egyesült Államok alkotmányának II. cikke 1. szakaszának 1. pontja az amerikai elnök hivatali idejét négy évre határozza meg, addig az I. cikk 2. szakaszának 1. pontja a képviselőházba választott kongresszusi tagok hivatali idejét két évre. Az I. cikk 3. szakaszának 1. pontja aztán hatéves terminust határoz meg az Egyesült Államok szenátusába választott képviselők számára, a 2. pont pedig három "osztályra" osztja a kamarát, hogy a képviselői helyek körülbelül egyharmadát kétévente válasszák meg.
Számos állami és helyi önkormányzati tisztségre vonatkozó választásokat a félidős választások idején tartanak, elkerülve az elnökválasztás árnyékolását vagy befolyását. Mégis, számos állami és helyi önkormányzat inkább teljesen elkerüli az elnöki és félidős éveket, és a helyi választásokat a páratlan számú, „évközi évekre” időzíti.

## Történelme
A félidős választásokat a hivatalban lévő elnök és/vagy a hivatalban lévő párt teljesítményéről szóló „felmérésnek” tartják.
A hivatalban lévő elnök pártja általában veszít a félidős választásokon: a második világháború óta az elnök pártja átlagosan 26 képviselői széket veszített a képviselőházban, és átlagosan négyet a szenátusban.
Ráadásul, a közvetlen félidős választások bevezetése óta csak nyolc ilyen választáson (Woodrow Wilson, Franklin D. Roosevelt, John F. Kennedy, Richard Nixon, Bill Clinton, George W. Bush, Donald Trump és Joe Biden) nyert az elnök pártja széket a képviselőházban vagy a szenátusban, és ezek közül csak kettőn (1934, Franklin D. Roosevelt és 2002, George W. Bush) nyert az elnök pártja mindkét házban.
Az elnök második félidős választása alatt az elszenvedett veszteségek általában jelentősebbek, mint az első félidős választások alatt.
| Év   | Hivatalban lévő elnök | Az elnök pártja        | Az elnök pártjának nettó nyeresége/vesztesége | Az elnök pártjának nettó nyeresége/vesztesége | Az elnök pártjának nettó nyeresége/vesztesége |
| Év   | Hivatalban lévő elnök | Az elnök pártja        | Képviselői székek                             | Szenátusi székek                              |                                               |
| ---- | --------------------- | ---------------------- | --------------------------------------------- | --------------------------------------------- | --------------------------------------------- |
| 1790 | George Washington     | Nincs                  | +3: (37 ► 40)                                 | 0: (18 ► 18)                                  |                                               |
| 1794 | George Washington     | Nincs                  | -4: (51 ► 47)                                 | +3: (16 ► 19)                                 |                                               |
| 1798 | John Adams            | Föderalista            | +3: (57 ► 60)                                 | 0: (22 ► 22)                                  |                                               |
| 1802 | Thomas Jefferson      | Demokrata-Republikánus | +35: (68 ► 103)                               | +5: (17 ► 22)                                 |                                               |
| 1806 | Thomas Jefferson      | Demokrata-Republikánus | +2: (114 ► 116)                               | +1: (27 ► 28)                                 |                                               |
| 1810 | James Madison         | Demokrata-Republikánus | +13: (94 ► 107)                               | 0: (26 ► 26)                                  |                                               |
| 1814 | James Madison         | Demokrata-Republikánus | +5: (114 ► 119)                               | -3: (26 ► 22)                                 |                                               |
| 1818 | James Monroe          | Demokrata-Republikánus | +13: (145 ► 158)                              | +2: (28 ► 30)                                 |                                               |
| 1822 | James Monroe          | Demokrata-Republikánus | +34: (155 ► 189)                              | 0: (44 ► 44)                                  |                                               |
| 1826 | John Quincy Adams     | Demokrata-Republikánus | -9: (109 ► 100)                               | -2: (21 ► 19)                                 |                                               |
| 1830 | Andrew Jackson        | Demokrata              | -10: (136 ► 126)                              | +1: (25 ► 26)                                 |                                               |
| 1834 | Andrew Jackson        | Demokrata              | 0: (143 ► 143)                                | +1: (21 ► 22)                                 |                                               |
| 1838 | Martin Van Buren      | Demokrata              | -3: (128 ► 125)                               | -7: (35 ► 28)                                 |                                               |
| 1842 | John Tyler            | Nincs                  | -69: (142 ► 73)                               | -3: (30 ► 27)                                 |                                               |
| 1846 | James K. Polk         | Demokrata              | -30: (142 ► 112)                              | +2: (33 ► 35)                                 |                                               |
| 1850 | Millard Fillmore      | Whig                   | -22: (108 ► 86)                               | -3: (36 ► 33)                                 |                                               |
| 1854 | Franklin Pierce       | Demokrata              | -75: (158 ► 83)                               | -3: (36 ► 33)                                 |                                               |
| 1858 | James Buchanan        | Demokrata              | -35: (133 ► 98)                               | -4: (32 ► 38)                                 |                                               |
| 1862 | Abraham Lincoln       | Republikánus           | -23: (108 ► 85)                               | +1: (31 ► 32)                                 |                                               |
| 1866 | Andrew Johnson        | Demokrata              | +9: (38 ► 47)                                 | 0: (10 ► 10)                                  |                                               |
| 1870 | Ulysses S. Grant      | Republikánus           | -32: (171 ► 139)                              | -5: (63 ► 58)                                 |                                               |
| 1874 | Ulysses S. Grant      | Republikánus           | -93: (199 ► 106)                              | -10: (52 ► 42)                                |                                               |
| 1878 | Rutherford B. Hayes   | Republikánus           | -4: (136 ► 132)                               | -7: (38 ► 31)                                 |                                               |
| 1882 | Chester A. Arthur     | Republikánus           | -29: (151 ► 118)                              | 0: (37 ► 37)                                  |                                               |
| 1886 | Grover Cleveland      | Demokrata              | -16: (183 ► 167)                              | +2: (34 ► 36)                                 |                                               |
| 1890 | Benjamin Harrison     | Republikánus           | -93: (179 ► 86)                               | -4: (47 ► 43)                                 |                                               |
| 1894 | Grover Cleveland      | Demokrata              | -127: (220 ► 93)                              | -4: (44 ► 40)                                 |                                               |
| 1898 | William McKinley      | Republikánus           | -21: (205 ► 189)                              | +6: (44 ► 50)                                 |                                               |
| 1902 | Theodore Roosevelt    | Republikánus           | +9: (201 ► 210)                               | 0: (55 ► 55)                                  |                                               |
| 1906 | Theodore Roosevelt    | Republikánus           | -27: (251 ► 224)                              | +2: (58 ► 60)                                 |                                               |
| 1910 | William Howard Taft   | Republikánus           | -56: (219 ► 163)                              | -9: (59 ► 50)                                 |                                               |
| 1914 | Woodrow Wilson        | Demokrata              | -61: (291 ► 230)                              | +3: (50 ► 53)                                 |                                               |
| 1918 | Woodrow Wilson        | Demokrata              | -22: (214 ► 192)                              | -4: (52 ► 48)                                 |                                               |
| 1922 | Warren G. Harding     | Republikánus           | -77: (302 ► 225)                              | -7: (60 ► 53)                                 |                                               |
| 1926 | Calvin Coolidge       | Republikánus           | -9: (247 ► 238)                               | -6: (56 ► 50)                                 |                                               |
| 1930 | Herbert Hoover        | Republikánus           | -52: (270 ► 218)                              | -6: (56 ► 50)                                 |                                               |
| 1934 | Franklin D. Roosevelt | Demokrata              | +9: (313 ► 322)                               | +9: (60 ► 69)                                 |                                               |
| 1938 | Franklin D. Roosevelt | Demokrata              | -72: (334 ► 262)                              | -7: (75 ► 68)                                 |                                               |
| 1942 | Franklin D. Roosevelt | Demokrata              | -45: (267 ► 222)                              | -8: (65 ► 57)                                 |                                               |
| 1946 | Harry S. Truman       | Demokrata              | -54: (242 ► 188)                              | -10: (56 ► 46)                                |                                               |
| 1950 | Harry S. Truman       | Demokrata              | -28: (263 ► 235)                              | -5: (54 ► 49)                                 |                                               |
| 1954 | Dwight D. Eisenhower  | Republikánus           | -18: (221 ► 203)                              | -2: (49 ► 47)                                 |                                               |
| 1958 | Dwight D. Eisenhower  | Republikánus           | -48: (201 ► 153)                              | -12: (47 ► 35)                                |                                               |
| 1962 | John F. Kennedy       | Demokrata              | -4: (262 ► 258)                               | +4: (64 ► 68)                                 |                                               |
| 1966 | Lyndon B. Johnson     | Demokrata              | -47: (295 ► 248)                              | -3: (67 ► 64)                                 |                                               |
| 1970 | Richard Nixon         | Republikánus           | -12: (192 ► 180)                              | +2: (43 ► 45)                                 |                                               |
| 1974 | Gerald Ford           | Republikánus           | -48: (192 ► 144)                              | -4: (42 ► 38)                                 |                                               |
| 1978 | Jimmy Carter          | Demokrata              | -15: (292 ► 277)                              | -2: (61 ► 59)                                 |                                               |
| 1982 | Ronald Reagan         | Republikánus           | -26: (192 ► 166)                              | 0: (54 ► 54)                                  |                                               |
| 1986 | Ronald Reagan         | Republikánus           | -5: (182 ► 177)                               | -8: (53 ► 45)                                 |                                               |
| 1990 | George H. W. Bush     | Republikánus           | -8: (175 ► 167)                               | -1: (45 ► 44)                                 |                                               |
| 1994 | Bill Clinton          | Demokrata              | -54: (258 ► 204)                              | -9: (56 ► 47)                                 |                                               |
| 1998 | Bill Clinton          | Demokrata              | +4: (207 ► 211)                               | 0: (45 ► 45)                                  |                                               |
| 2002 | George W. Bush        | Republikánus           | +8: (221 ► 229)                               | +2: (49 ► 51)                                 |                                               |
| 2006 | George W. Bush        | Republikánus           | -32: (231 ► 199)                              | -6: (55 ► 49)                                 |                                               |
| 2010 | Barack Obama          | Demokrata              | -63: (256 ► 193)                              | -6: (59 ► 53)                                 |                                               |
| 2014 | Barack Obama          | Demokrata              | -13: (201 ► 188)                              | -9: (55 ► 46)                                 |                                               |
| 2018 | Donald Trump          | Republikánus           | -41: (241 ► 200)                              | +2: (51 ► 53)                                 |                                               |
| 2022 | Joe Biden             | Demokrata              | -9: (222 ► 213)                               | +1: (50 ► 51)                                 |                                               |
| 2026 | Donald Trump          | Republikánus           | ismeretlen                                    | ismeretlen                                    |                                               |

## Fordítás
Ez a szócikk részben vagy egészben  az   United States midterm election című angol Wikipédia-szócikk ezen változatának fordításán alapul.  Az eredeti cikk szerkesztőit annak laptörténete sorolja fel. Ez a jelzés csupán a megfogalmazás eredetét és a szerzői jogokat jelzi, nem szolgál a cikkben szereplő információk forrásmegjelöléseként.